# Filettino
Filettino è un comune italiano di 528 abitanti della provincia di Frosinone nel Lazio.

## Geografia fisica

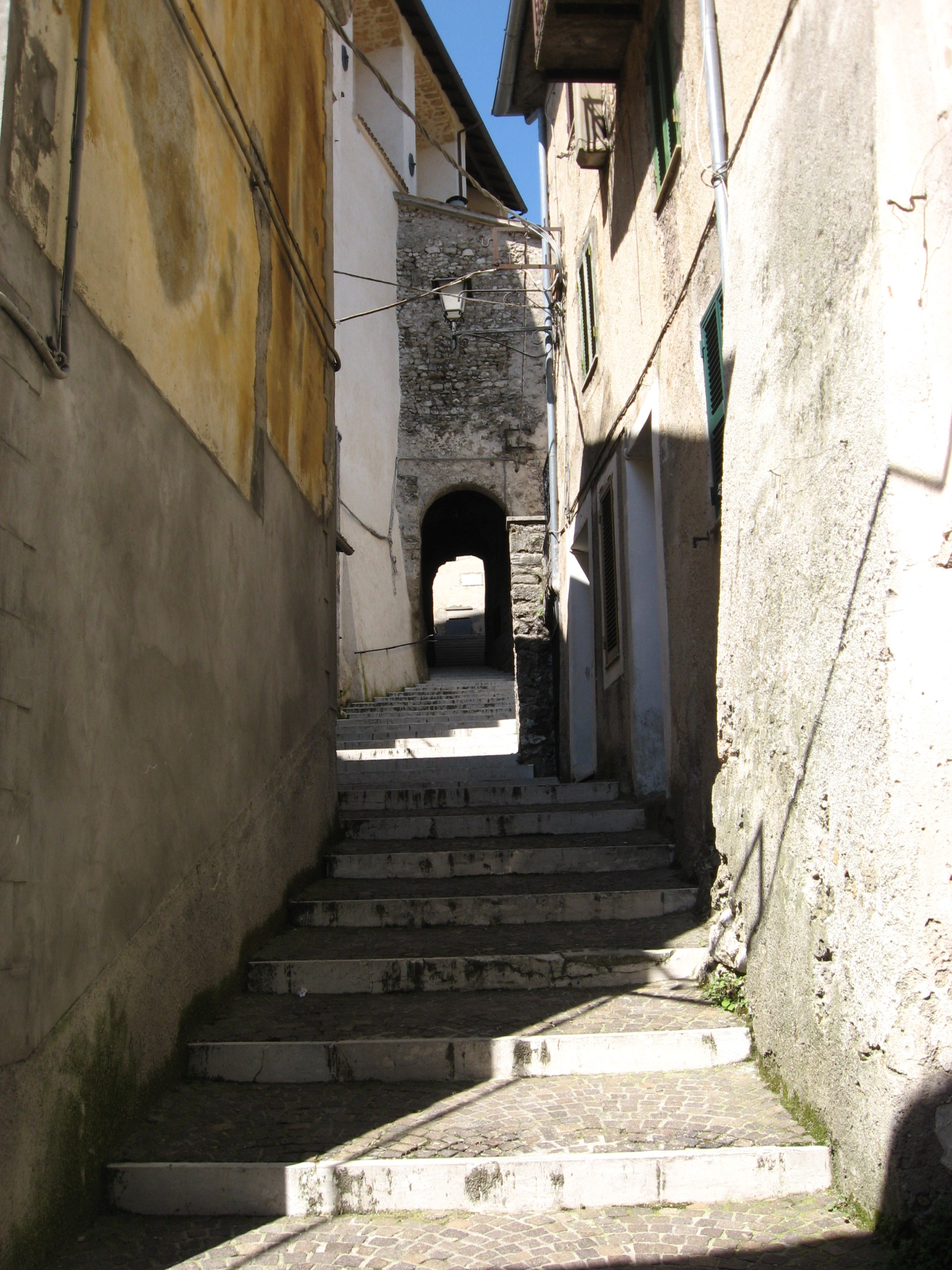
Vicolo di Filettino

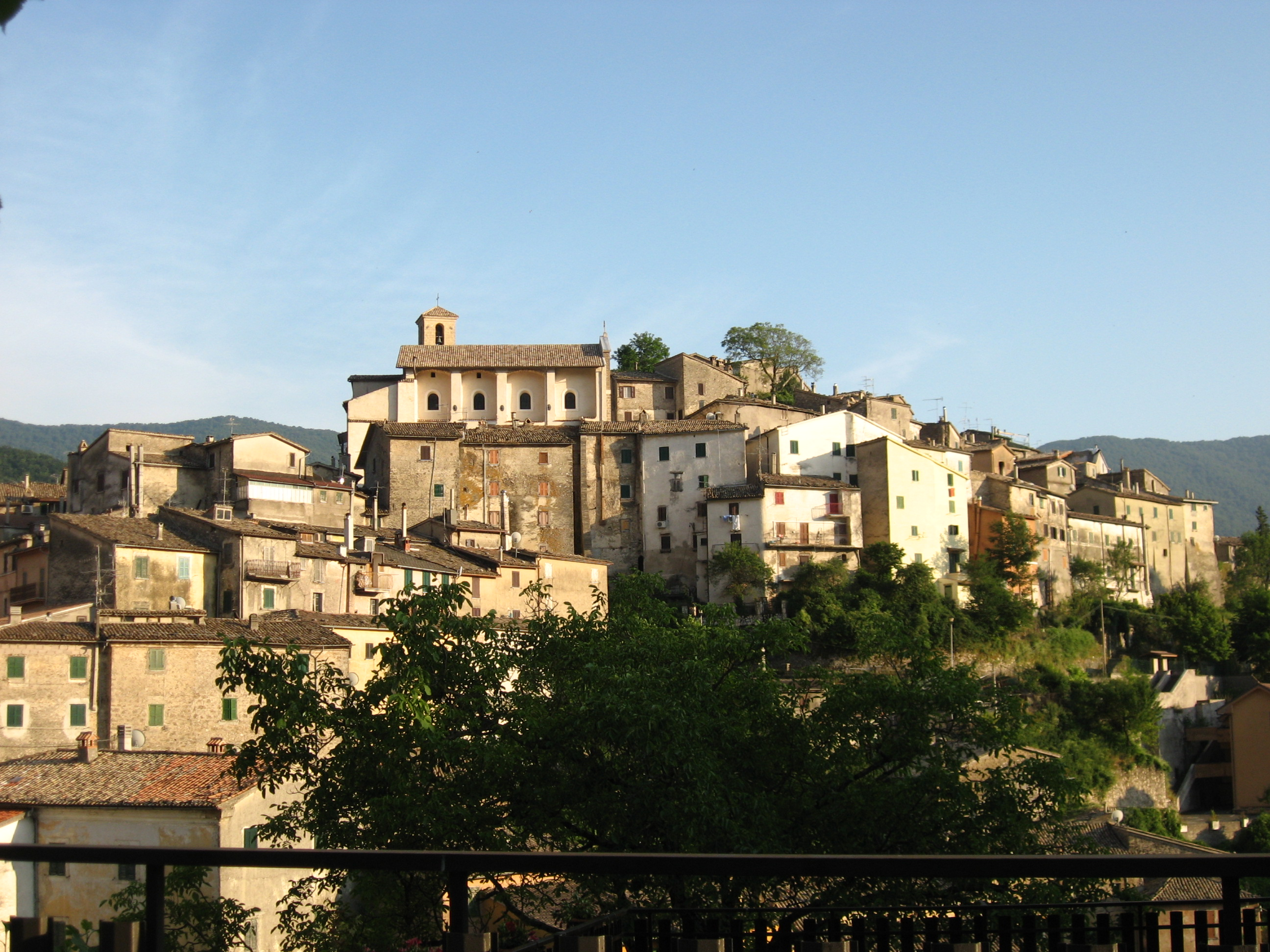
Spunto del borgo antico

### Territorio
Filettino sorge a 1.063 m s.l.m. ed è pertanto il comune laziale con l'altitudine più elevata. Il territorio comunale si trova nel punto di incontro della catena montuosa dei monti Simbruini e dei monti Cantari, mentre più a sud sono posti i Monti Ernici. Fa parte del Parco naturale regionale dell'Appennino - Monti Simbruini. Nel territorio comunale, al confine con Trevi nel Lazio, nasce il fiume Aniene. A nord-est a quota 1602 m s.l.m. è posto il passo Serra Sant'Antonio, che collega il territorio con quello del limitrofo comune abruzzese di Capistrello (AQ). Lungo la stessa strada, prima del passo, da un bivio, si accede all'area montana di Campo Staffi, località turistica invernale ed estiva dotata di impianti di risalita e piste da sci.

### Clima
Il clima del territorio è quello tipico delle zone di bassa e media montagna dell'Appennino centrale. D'inverno il clima è rigido con la neve che compare a bassa quota con ondate di freddo e perturbazioni da ovest. La piovosità è abbastanza alta per via dell'esposizione diretta alle correnti umide occidentali. La stagione più piovosa è l'autunno seguita da primavera e inverno, l'estate è la stagione secca, interrotta da possibili temporali.

## Origini del nome
Il nome della città viene dal latino filictum, derivato collettivo da filex ‘felce’.
Potrebbe anche derivare da "ϕυλακτήριον" termine con cui i bizantini definivano le postazioni fortificate poste a controllo di posizioni strategiche, che spesso viene reso con il toponimo Filetto (come anche Filattiera, in Lunigiana).

## Storia
Prima della conquista romana, l'area in cui sorge Filettino apparteneva agli Equi. Per lo storico settecentesco Eleuterio Arquati, Filettino fu fedele a Roma in occasione della battaglia delle Forche Caudine e durante la seconda guerra punica.
Non si hanno comunque notizie certe di un insediamento denominato Filettino fino all'atto dell'XI secolo con il quale papa Niccolò II sopprimeva la diocesi di Trevi nel Lazio e ne accorpava il territorio alla diocesi di Anagni. I primi edifici sorsero sul Cotardo dove la difesa era più facile. Il nucleo urbano si sviluppò a spina, adattandosi all'orografia. È anzi probabile che il toponimo derivi dalle caratteristica disposizione in fila delle abitazioni.
Dal 1257, la famiglia papale Conti detiene il controllo di Filettino.  Nel 1299 il paese passò sotto i Caetani. Nel 1438 vi soggiornò Bernardino da Siena, che, nel corso della sua permanenza, secondo una leggenda protesse la popolazione dall'assedio dei briganti mediante una miracolosa pioggia di ghiande di ferro. Proprio in virtù di questo episodio san Bernardino è oggi il patrono del paese.
Nel 1602 con la condanna a morte di Prospero Caetani da parte di Clemente VIII, Filettino divenne Comunità immediate subiecta, ovvero dipendente direttamente dalla Camera Apostolica, che amministrava il patrimonio dello Stato pontificio. Il paese fu dotato di uno Statuto Comunale redatto il 16 maggio 1604. La Sacra Consulta inviava nel paese un governatore (detto anche podestà o pretore), che rimaneva in carica uno o più anni, il quale doveva vigilare sull'attività della Magistratura Civica per conto del Governo Centrale senza interferirvi.
La riforma di Mons. Albergotti del 1702 disponeva che ad amministrare la Magnifica Comunità di Filettino vi fosse un Consiglio Pubblico Generale di sessanta membri (dal 1664 e fino al 1702 di quaranta membri) chiamato Serenissimo Senato di Felettino (1685), composto dal Magistrato pro tempore e dai Consiglieri. Secondo una nota del 1807 i membri del Consiglio facevano parte del Ceto dei Consiglieri.
La carica di Consigliere era ereditaria, come recita una nota del 2 agosto 1800 a proposito della richiesta del depositario eletto Domenico Cerrocchi di cedere la carica al fratello maggiore: "Se dunque il maggior fratello è persona benestante e senza figli ed ha il requisito di esser Consigliere in luogo del defunto padre, sembra assai più giusto che a questo diasi l'officio di Depositario [...]" e anche: "È altresì vero che il di lui fratello maggiore esercita la carica di Consigliere come persona comoda e senza figli che subentrò in luogo del di loro padre morto".
I membri del Consiglio avevano pari dignità e facevano parte del Bussolo di Magistrato, ulteriormente suddiviso in Bussolo dei Sindaci e Bussolo degli Ufficiali o Priori. In questi bussoli, secondo una nota del 1706, vi si ritrovavano "li più benestanti et atti all'esercitio et amministratione del pubblico". La Congregazione Bussolare, costituita da un deputato ecclesiastico e da uno secolare scelti dal Consiglio, traeva periodicamente, dal Bussolo di Magistrato, venti individui da inserire nel Bussolo dei Sindaci e quaranta da inserire nel Bussolo degli Ufficiali o Priori. Sindaci ed Ufficiali, chiamati a volte genericamente Priori, venivano approvati mediante votazione del Consiglio ed estratti a sorte ogni semestre, andando a costituire il Magistrato pro tempore.
I Bussoli duravano teoricamente 10 anni ma in questo lasso di tempo avveniva che alcuni Consiglieri morissero e fossero surrogati dai figli sia nella carica di Consigliere che nel Bussolo di cui erano temporaneamente parte. Tuttavia, a bussoli esauriti, la Congregazione si riuniva per rifarli, rinnovandoli totalmente secondo le qualità dei membri del Ceto dei Consiglieri.
In caso una famiglia del Ceto si fosse estinta, si sarebbe proceduto all'aggregazione di un'altra famiglia benestante e di condizione civile.
Le cariche di Magistrato potevano essere esercitate dai figli dell'eletto. Recita infatti una nota del 1706 che, qualora gli estratti avessero già compiuto settant'anni, ma avessero avuto "figlioli atti ad esercitar le loro veci", avrebbero potuto rinunciare alla carica in favore del figlio. Tutti gli eletti venivano solennemente insediati dal Podestà.
Ad assistere ai Consigli vi era il Deputato Ecclesiastico, sacerdote locale scelto per assistere, senza diritto di intervento, ai Consigli.
Vi era inoltre la carica di depositario, detto anche esattore, tesoriere o camerlengo, assegnata per sorteggio ad un possidente iscritto in un'apposita lista.
Dal XVII al XIX secolo Filettino ebbe una fase di prosperità, dovuta all'allevamento di ovini, bovini ed equini e al fiorente commercio locale.
Fino al 1860 si trovava sul confine tra lo Stato della Chiesa e il Regno delle due Sicilie, ancora oggi, sui monti circostanti, si possono vedere i cippi di confine con gli stemmi dei due regni.
Dal 1938 al 1945 il comune prese il nome di Filettino Graziani, in omaggio al maresciallo d'Italia Rodolfo Graziani, noto generale e politico, che vi era nato nel 1882 e che nel 1945 evitò un eccidio di civili. 
Nel 2011 il comune si è autoproclamato Principato di Filettino e ha coniato la moneta denominata Fiorito.

## Monumenti e luoghi d'interesse

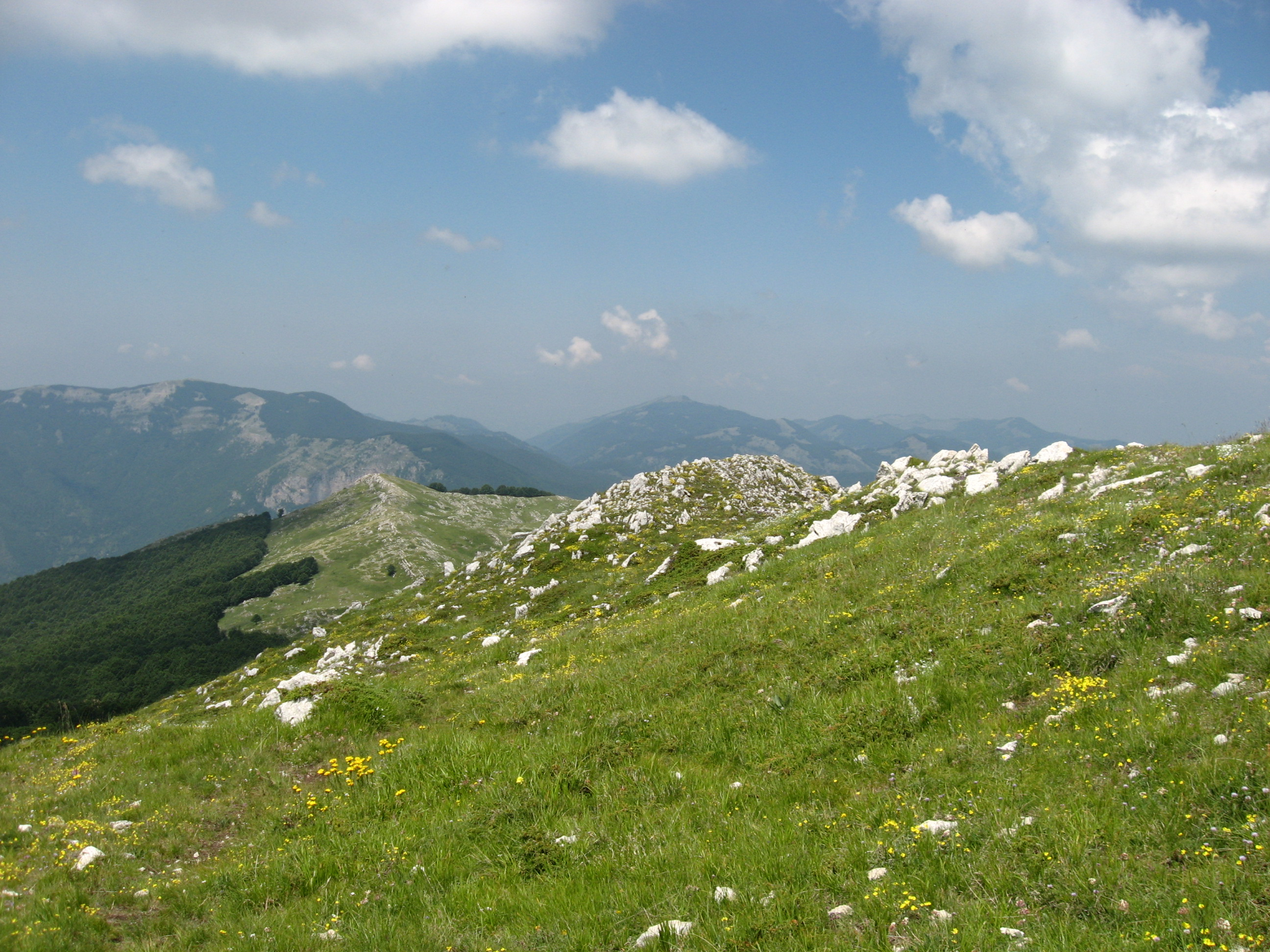
Monti Simbruini intorno a Filettino

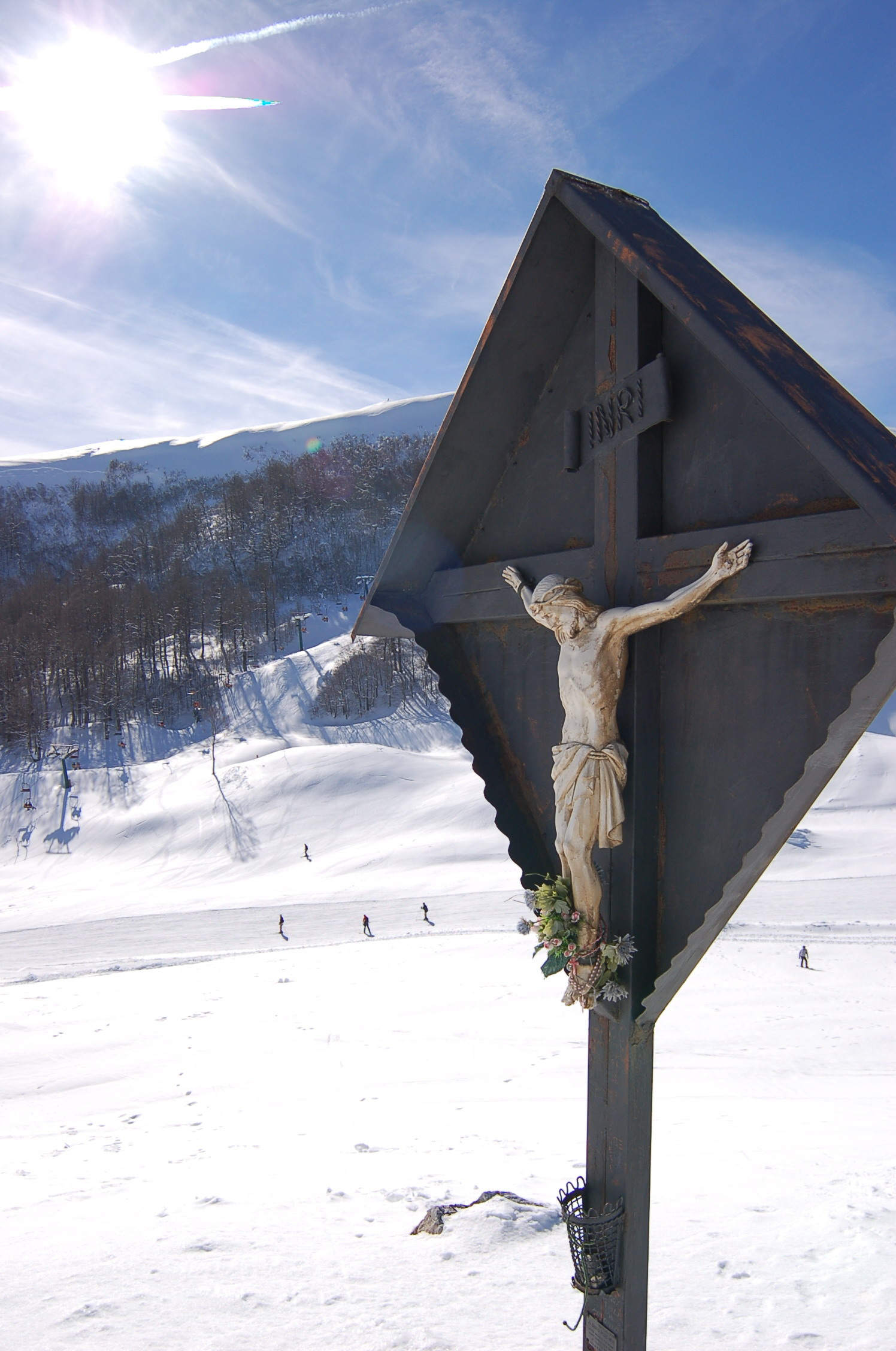
Cristo a Campo Staffi

### Architetture religiose
- Chiesa di Santa Maria Assunta

### Architetture civili
- Palazzo Parboni-Arquati
- Palazzo Pesci
- Palazzo Giovannoni
- Palazzo Ottaviani
- Palazzo Graziani

### Monumenti
- Fontana delle tre cannelle, che riceve l'acqua della sorgente dell'Aniene.
- Le Mura Saracene, si trovano a circa tre chilometri dal centro dell'abitato, lungo la strada provinciale che va da Trevi nel Lazio verso Filettino. La tecnica di costruzione risulta essere romana. Il luogo è ben indicato da cartelli, ma bisogna porre la massima attenzione vista l'abbondante vegetazione in continua crescita. Il nome potrebbe avere origine dalle incursioni saracene avvenute nella Valle dell'Aniene nel IX secolo, quando il monastero di Santa Scolastica subì due devastazioni da parte dei Saraceni: l'una nell'828-829, l'altra probabilmente nell'876-877. I saraceni di ritorno alla loro base sul Garigliano forse passarono proprio per queste zone. Le mura saracene consistono in blocchi di origine calcarea addossati ad una parete di roccia e misurano 37 metri di lunghezza e un'altezza variabile che arriva fino ai sette metri; di volta in volta le ipotesi hanno collocato la loro costruzione o ripristino nel nono secolo (durante il periodo delle invasioni saracene, poi opera dei Romani una volta estromessi gli Equi, infine come i resti di un acquedotto oppure più realisticamente quello che rimane di una massicciata di un'antica strada, posta ad un livello più alto di quella attuale.

### Aree naturali
- Parco naturale regionale dell'Appennino - Monti Simbruini
- Campo Staffi, località turistico invernale ed estiva dotata di impianti di risalita e piste da sci.

## Società

### Evoluzione demografica
Abitanti censiti

### Etnie e minoranze straniere
Secondo i dati ISTAT al 31 dicembre 2013 la popolazione straniera residente era di 6 persone.

### Religione
- Chiesa cattolica: fa parte della diocesi di Anagni-Alatri.

### Tradizioni e folclore
- Festa della Madonna Addolorata, ultima domenica di luglio
- Festa del Nome di Maria, settembre

## Cultura

### Musei
- Museo dell’Arte e della Civiltà Contadina[13]
- Museo parrocchiale della chiesa di San Bernardino[14]

### Cucina
- Patate sotto il coppo, con la pancetta;
- Pizza con gli sfrizzoli, ovvero pezzetti di carne di maiale.

## Economia
Per secoli Filettino ha radicato la propria fortuna sulla tradizione agro-silvo-pastorale, con il declino della quale, soprattutto nella prima metà del XX secolo il comune è stato interessato da un rapido spopolamento. Più recente è lo sviluppo del turismo, legato principalmente all'escursionismo estivo e agli sport invernali praticati in località Campo Staffi.
Di seguito la tabella storica elaborata dall'Istat a tema Unità locali, intesa come numero di imprese attive, ed addetti, intesi come numero di addetti delle imprese locali attive (valori medi annui).
|           | 2015                  |                              |                            |                |                       |                     | 2014                  |                | 2013                  |                |
| --------- | --------------------- | ---------------------------- | -------------------------- | -------------- | --------------------- | ------------------- | --------------------- | -------------- | --------------------- | -------------- |
|           | Numero imprese attive | % Provinciale Imprese attive | % Regionale Imprese attive | Numero addetti | % Provinciale Addetti | % Regionale Addetti | Numero imprese attive | Numero addetti | Numero imprese attive | Numero addetti |
| Filettino | 45                    | 0,13%                        | 0,01%                      | 87             | 0,08%                 | 0,01%               | 48                    | 85             | 47                    | 78             |
| Frosinone | 33.605                |                              | 7,38%                      | 106.578        |                       | 6,92%               | 34.015                | 107.546        | 35.081                | 111.529        |
| Lazio     | 455.591               |                              |                            | 1.539.359      |                       |                     | 457.686               | 1.510.459      | 464.094               | 1.525.471      |

Nel 2015 le 45 imprese operanti nel territorio comunale, che rappresentavano lo 0,13% del totale provinciale (33.605 imprese attive), hanno occupato 87 addetti, lo 0,08% del dato provinciale; in media, ogni impresa nel 2015 ha occupato poco meno di due addetti (1,93).

## Infrastrutture e trasporti

### Strade
Filettino, tramite la strada provinciale 28, è collegata a Trevi nel Lazio, mentre la strada provinciale 30 collega il paese a Campo Staffi e con il prolungamento della strada provinciale 63 Simbruina all'altopiano della Renga e a Capistrello, in Abruzzo.

## Amministrazione
Nel 1927, a seguito del riordino delle circoscrizioni provinciali stabilito dal regio decreto n. 1 del 2 gennaio 1927, per volontà del governo fascista, quando venne istituita la provincia di Frosinone, Filettino passò dalla provincia di Roma a quella di Frosinone.
Nel 1938 cambiò denominazione in Filettino Graziani, e nel 1945 nuovamente in Filettino.
I dati degli esiti delle elezioni amministrative sono consultabili qui.
| Periodo          | Periodo        | Primo cittadino   | Partito                                           | Carica                  | Note |
| ---------------- | -------------- | ----------------- | ------------------------------------------------- | ----------------------- | ---- |
| 1995             | 1996           | Armando Forte     |                                                   | Sindaco                 |      |
| 17 novembre 1996 | 13 maggio 2001 | Franco Pesci      |                                                   | Sindaco                 |      |
| 13 maggio 2001   | 28 maggio 2006 | Gianfranco Catena |                                                   | Sindaco                 |      |
| 30 maggio 2006   | 15 maggio 2011 | Gianfranco Catena |                                                   | Sindaco                 |      |
| 16 maggio 2011   | 4 aprile 2012  | Luca Sellari      | Lista Civica “Filettino nel Cuore”                | Sindaco                 |      |
| 5 aprile 2012    | 26 maggio 2013 | Loredana Filippi  |                                                   | Commissario prefettizio |      |
| 27 maggio 2013   | 10 giugno 2018 | Paolo De Meis     | Lista Civica “Naturalmente Filettino”             | Sindaco                 |      |
| 10 giugno 2018   | 15 maggio 2023 | Gianni Taurisano  | Lista Civica “Territorio e Cultura”               | Sindaco                 |      |
| 15 maggio 2023   | in carica      | Paolo De Meis     | Lista Civica “Naturalmente Insieme per Filettino” | Sindaco                 |      |

### Gemellaggi
- Selonnet, dal 2011

### Altre informazioni amministrative
Il comune fa parte della Comunità montana Monti Ernici.

## Sport

### Impianti sportivi
- Sci; impianti di risalita e piste di Campo Staffi.